# Allothrips
Allothrips är ett släkte av insekter. Allothrips ingår i familjen rörtripsar.
Kladogram enligt Catalogue of Life:
| Allothrips | \| \| Allothrips megacephalus \| \| \| \| \| \| Allothrips nubillicauda \| \| \| \| \| \| Allothrips pillichellus \| \| \| \| |
|            | \| \| Allothrips megacephalus \| \| \| \| \| \| Allothrips nubillicauda \| \| \| \| \| \| Allothrips pillichellus \| \| \| \| |
|            | Allothrips megacephalus |
|            | |
|            | Allothrips nubillicauda |
|            | |
|            | Allothrips pillichellus |
|            | |